# Meconzuur
Meconzuur is een dicarbonzuur met als brutoformule C7H4O7. De structuur bestaat uit een pyronring waaraan naast twee carboxygroepen nog een hydroxylgroep verbonden is.
Het is een kleurloze, kristallijne vaste stof, die slechts weinig oplosbaar is in water.
De stof komt voor in het melksap van bepaalde planten uit de papaverfamilie (Papaveraceae), waaronder Papaver bracteatum en de slaapbol (Papaver somniferum), en ook in de opium die hieruit bereid wordt.
Meconzuur werd vroeger als een sedativum beschouwd, maar de stof is weinig tot niet biologisch actief en ze wordt niet gebruikt voor medische doeleinden. 

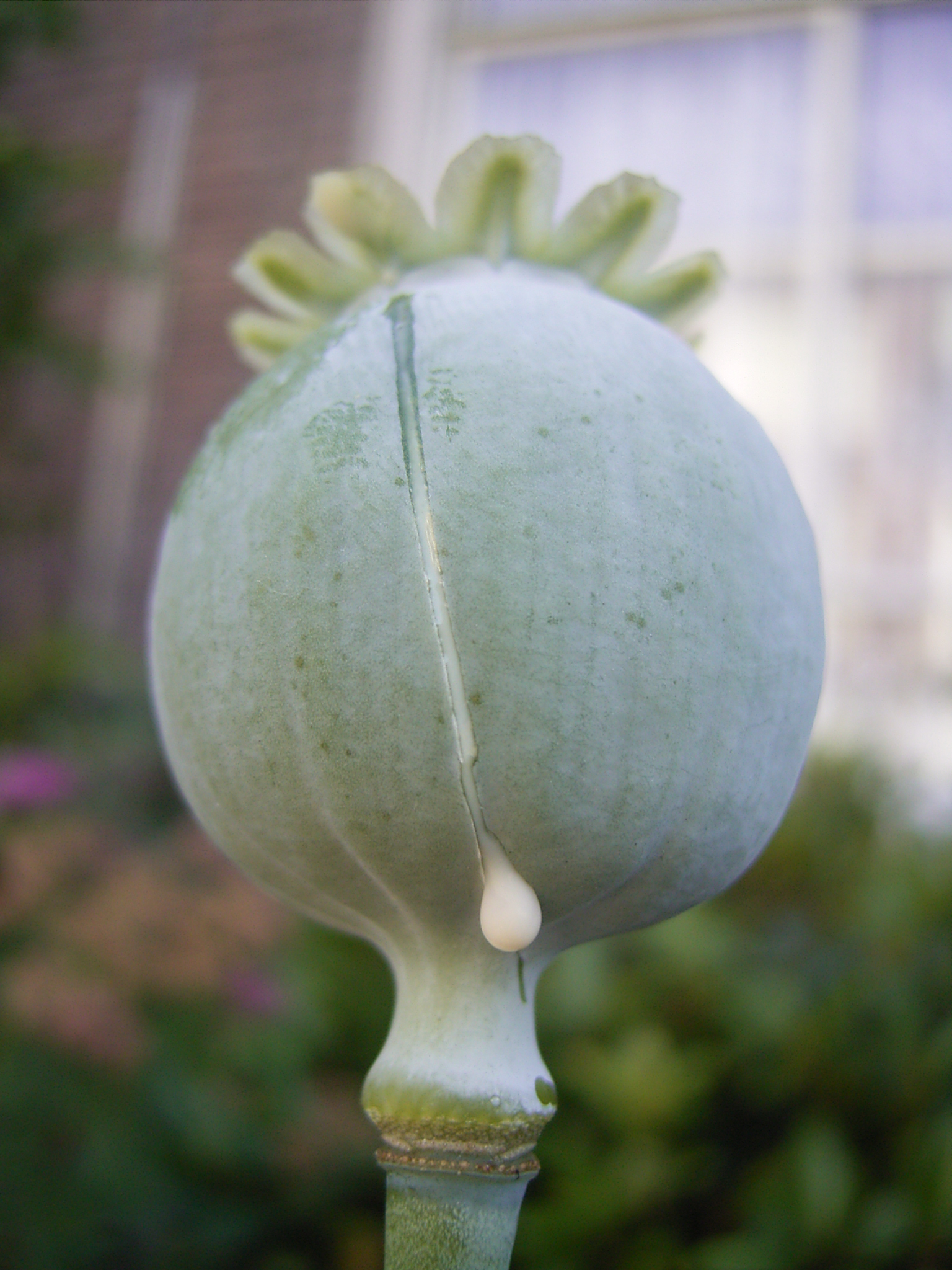
Melksap uit de slaapbol, waaruit opium gewonnen wordt, bevat meconzuur